# 德米特里耶维戈雷农村居民点
德米特里耶维戈雷农村居民点（俄语：Дмитриевогорское сельское поселение）是俄罗斯联邦弗拉基米尔州梅连基区所属的一个农村居民点。其下辖有7个居民点，行政中心为德米特里耶维戈雷。据2016年统计，该农村居民点的人口为2135人。